# 日本計量証明事業協会連合会
日本計量証明事業協会連合会（にほんけいりょうしょうめいじぎょうきょうかいれんごうかい）は、一般計量証明事業者で構成された任意団体。1961年（昭和36年）7月3日に設立。

## 沿革
- 1961年7月3日 - 設立
- 1966年 - 計量法改正により使用計量器登録から事業者登録へ改正される
- 1967年 - 日本海事検定協会、日本穀物検定協会、検定新日本協会（現新日本検定協会）が特別会員として加入

## 加盟団体
- 都道府県計量証明事業協会
- 日本海事検定協会
- 日本穀物検定協会
- 新日本検定協会